# Santa Maria de Martorelles
Santa Maria de Martorelles è un comune spagnolo di 690 abitanti situato nella comunità autonoma della Catalogna.